# 태백석탄박물관
태백석탄박물관은 강원특별자치도 태백시에 있는 박물관이다. 이곳에는 과거 삼척탄전 일대에서 평안 누층군의 무연탄을 가행할 때 사용한 여러 도구와 평안 누층군의 지질도, 주상단면도가 전시되어 있다.

## 전시 물품
- 각종 암석과 보석의 표본
- 평안 누층군 주상도
- 국내에서 개발된 석탄 광산의 사진, 사용 기구, 안전장비 등

## 관람 안내
- 관람시간: 09:00 ~ 18:00
- 관람종료 1시간 전까지 입장 가능
- 박물관 연중 무휴

## 연혁
- 1997년 5월 27일 개관

## 사진
- 평안 누층군 주상도
- 무연탄 가격
- 안전시설
- 착암기
- 착암기 드릴
- 야외 전시장의 안산암
- 야외 전시장의 응회암
- 야외 전시장의 이암
- 야외 전시장의 조선 누층군 석회암
- 야외 전시장의 경상 누층군 흑색 셰일
- 내부 전시장의 자수정

## 같이 보기
- 태백시의 지질
- 삼척탄전
- 평안 누층군
- 석탄 (무연탄)